# Hoplia ciliata
Hoplia ciliata är en skalbaggsart som beskrevs av François Louis Nompar de Caumont de Laporte 1840. Hoplia ciliata ingår i släktet Hoplia och familjen Melolonthidae. Inga underarter finns listade i Catalogue of Life.